# 32047 Wenjiali
32047 Wenjiali è un asteroide della fascia principale. Scoperto nel 2000, presenta un'orbita caratterizzata da un semiasse maggiore pari a 2,5675377 UA e da un'eccentricità di 0,1762161, inclinata di 4,40323° rispetto all'eclittica.